# 夏山 (多倫多)
夏山是加拿大安大略省多倫多的一個社區，位於多倫多市中心以北。

## 歷史
它以加拿大運輸巨頭查理斯·湯遜（Charles Thompson）於1842年建造的夏山府邸（Summer Hill house）命名。該社區的大部分地方都原為湯遜的莊園的一部分，但在接下來的幾十年中被分拆以用於地產發展。
1880年代，北多倫多火車站（North Toronto station）於央街設立，夏山社區迅速發展。火車站於1916年重建，以紀念威爾斯親王（即後來的英皇愛德華八世）的駕臨。1931年火車站停運後，該社區經濟幾乎沒有再增長，但隨著1954年地鐵夏山站（Summerhill Station）的啟用，該社區重新煥發活力。
1916年火車站的遺址仍然存在，目前作為安省酒舖（LCBO）散貨場。該車站以及仍在使用的加拿大太平洋鐵路大橋是該社區的標誌性建築。作為「MoveOntario 2020」項目的一部分，省政府正在考慮將該建築恢復為火車站，為計劃中的GO運輸跨城區（Crosstown）線服務。

## 著名居民
- 查理斯·湯遜（Charles Thompson），加拿大運輸巨頭
- 方慧蘭，加拿大副總理

## 外部連結
- 维基共享资源上的相關多媒體資源：夏山

43°40′59″N 79°23′24″W / 43.683°N 79.390°W